# Liste der Biografien/Tot
Liste der Biografien |
Portal Biografien |
Personensuche
# |
A |
B |
C |
D |
E |
F |
G |
H |
I |
J |
K |
L |
M |
N |
O |
P |
Q |
R |
S |
T |
U |
V |
W |
X |
Y |
Z |
?
 
Ta |
Tc |
Te |
Tf |
Tg |
Th |
Ti |
Tj |
Tk |
Tl |
Tm |
To |
Tq |
Tr |
Ts |
Tu |
Tv |
Tw |
Tx |
Ty |
Tz
 
Toa |
Tob |
Toc |
Tod |
Toe |
Tof |
Tog |
Toh |
Toi |
Toj |
Tok |
Tol |
Tom |
Ton |
Too |
Top |
Toq |
Tor |
Tos |
Tot |
Tou |
Tov |
Tow |
Tox |
Toy |
Toz
Die Liste der Biografien führt alle Personen auf, die in der deutschsprachigen Wikipedia einen Artikel haben. Dieses ist eine Teilliste mit 180 Einträgen von Personen, deren Namen mit den Buchstaben „Tot“ beginnt.

## Tot
- Tot, Amerigo (1909–1984), ungarischer Bildhauer und Schauspieler
- Tót, Endre (* 1937), ungarischer Künstler
- Tot, Manuel de la Cruz (1790–1815), Prócer in Guatemala
- Tot, Šandor (* 1972), serbisch-ungarischer Poolbillardspieler

### Tota
- Tota, Bischof von Selsey
- Tota Puri († 1884), indischer Asket
- Totah, Josie (* 2001), US-amerikanische Schauspielerin, Sängerin und Komikerin
- Totah, Nabil (1930–2012), US-amerikanisch-palästinensischer Jazz-Bassist
- Totaka, Kazumi (* 1967), japanischer Videospielkomponist
- Totakhyl, Ghulam-D. (* 1944), deutscher Generalsekretär des Islamrats für die Bundesrepublik Deutschland
- Totally Enormous Extinct Dinosaurs (* 1984), britischer DJ und Musikproduzent
- Totaro, Burt (* 1969), US-amerikanischer Mathematiker
- Totaro, Roberto (* 1957), italienischer Zeichner

### Tote
- Tote von Zimmer 2805, Die, weibliches Todesopfer ungeklärter Identität in Oslo
- Töteberg, Michael (* 1951), deutscher Autor
- Tötemeyer, Gerhard (1935–2024), namibischer Politiker
- Totenberg, Roman (1911–2012), US-amerikanischer Violinist und Geigenlehrer
- Totenbeschwörerin von Endor, biblische Totenbeschwörerin und Hexe im 1. Buch SamuelTotenbeschwörerin von Endor

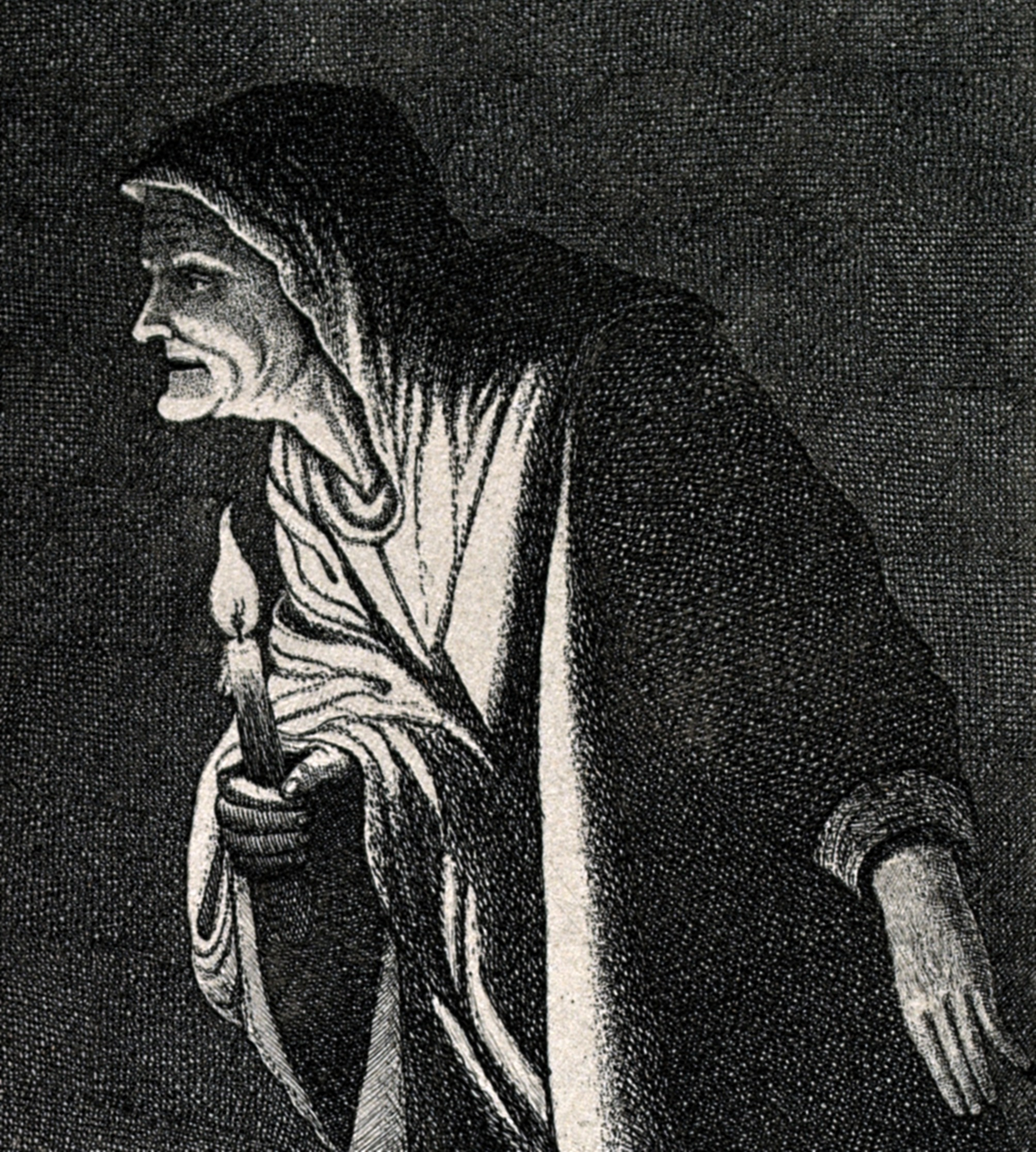
Totenbeschwörerin von Endor

- Totenhagen, Laura (* 1992), deutsche Jazzsängerin, Oboistin und Komponistin
- Totew, Iwan (* 1975), bulgarischer Politiker (GERB)

### Toth
- Tóth Harsányi, Borbála (* 1946), ungarische Handballspielerin
- Toth, Alex (1928–2006), US-amerikanischer Comiczeichner
- Tóth, Alexandra Ivett (* 1991), ungarische Fußballspielerin
- Tóth, Amarissa (* 2003), ungarische Tennisspielerin
- Tóth, Anna (* 2003), ungarische Hürdenläuferin
- Tóth, Annamária (1945–2023), ungarische Leichtathletin
- Tóth, Balázs (* 1997), ungarischer Fußballtorhüter
- Tóth, Balázs (* 2000), ungarischer Stabhochspringer
- Tóth, Balázs (* 2004), ungarischer Fußballspieler
- Tóth, Bálint (* 1955), ungarischer Mathematiker
- Tóth, Bálint (* 1992), ungarisch-amerikanischer Schauspieler
- Tóth, Barbara (* 1974), österreichische JournalistinBarbara Tóth (* 1974)

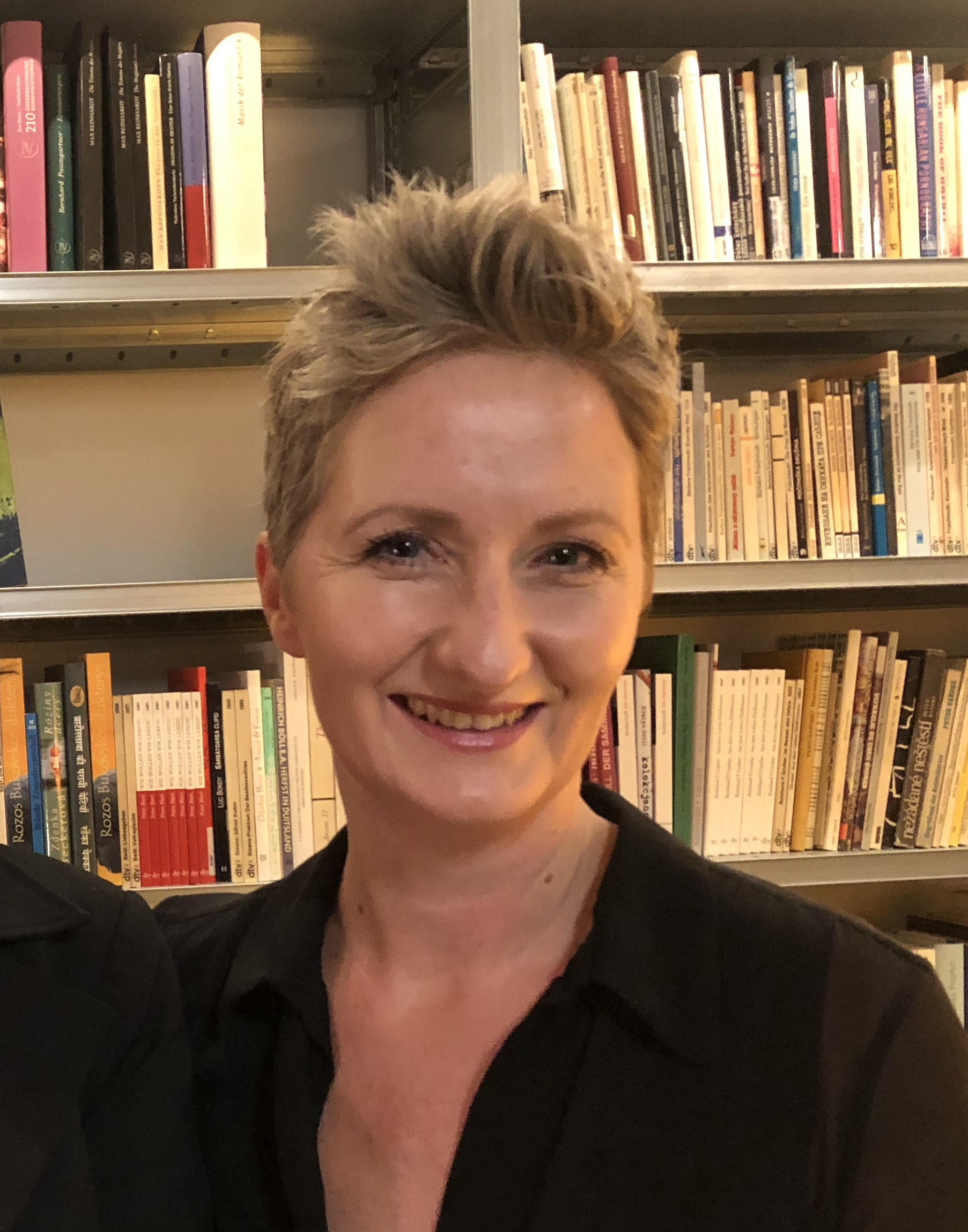
Barbara Tóth (* 1974)

- Tóth, Béla, ungarischer Fußballtrainer
- Toth, Bela (* 1943), italienischer Schachspieler
- Toth, Charles, US-amerikanischer Basketballtrainer
- Tóth, Cvetka (* 1948), slowenische Philosophin
- Toth, Daniel (* 1987), österreichischer Fußballspieler
- Tóth, Dávid (* 1985), ungarischer Kanute
- Tóth, Dominik (1925–2015), slowakischer römisch-katholischer Bischof
- Tóth, Ede (1844–1876), ungarischer Dramatiker und Dichter
- Tóth, Ede (1884–1943), ungarischer Tennisspieler
- Tóth, Emese (* 1994), ungarische Handball- und Beachhandballspielerin
- Tóth, Endre (* 1944), ungarischer Archäologe und Historiker
- Toth, Eric Justin (* 1982), US-amerikanischer Privatschullehrer und Sexualstraftäter
- Tóth, Eszter (* 1992), ungarische Handballspielerin
- Tóth, Ferenc (1909–1981), ungarischer Ringer
- Toth, Franz-Josef (* 1955), deutscher Fußballspieler und -trainer
- Tóth, Gabriella (* 1986), ungarische Fußballspielerin
- Tóth, Gabriella (* 1996), ungarische Handballspielerin
- Tóth, Géza (1932–2011), ungarischer Gewichtheber
- Tóth, Géza M. (* 1970), ungarischer Animator und Hochschullehrer
- Tóth, Gyula (1941–2014), ungarischer Fußballspieler und -trainer
- Toth, Hannes (* 1976), österreichischer Fußballspieler und -trainer
- Tóth, Henrik (* 1986), ungarischer Badmintonspieler
- Tóth, Ida Tarjáni (1918–2000), ungarische Cimbalomspielerin und Hochschullehrerin
- Tóth, Imre (1921–2010), rumänisch-deutscher Mathematikhistoriker
- Tóth, István (* 1951), ungarischer Ringer
- Tóth, Ivett (* 1998), ungarischen Eiskunstläuferin
- Tóth, János (1864–1929), ungarischer Politiker, Minister und Großgrundbesitzer
- Toth, Jerry (1928–1999), kanadischer Jazzmusiker, Komponist und Arrangeur
- Tóth, József (1929–2017), ungarischer Fußballspieler
- Toth, Judith (* 1981), deutsche Schauspielerin und SprecherinJudith Toth (* 1981)

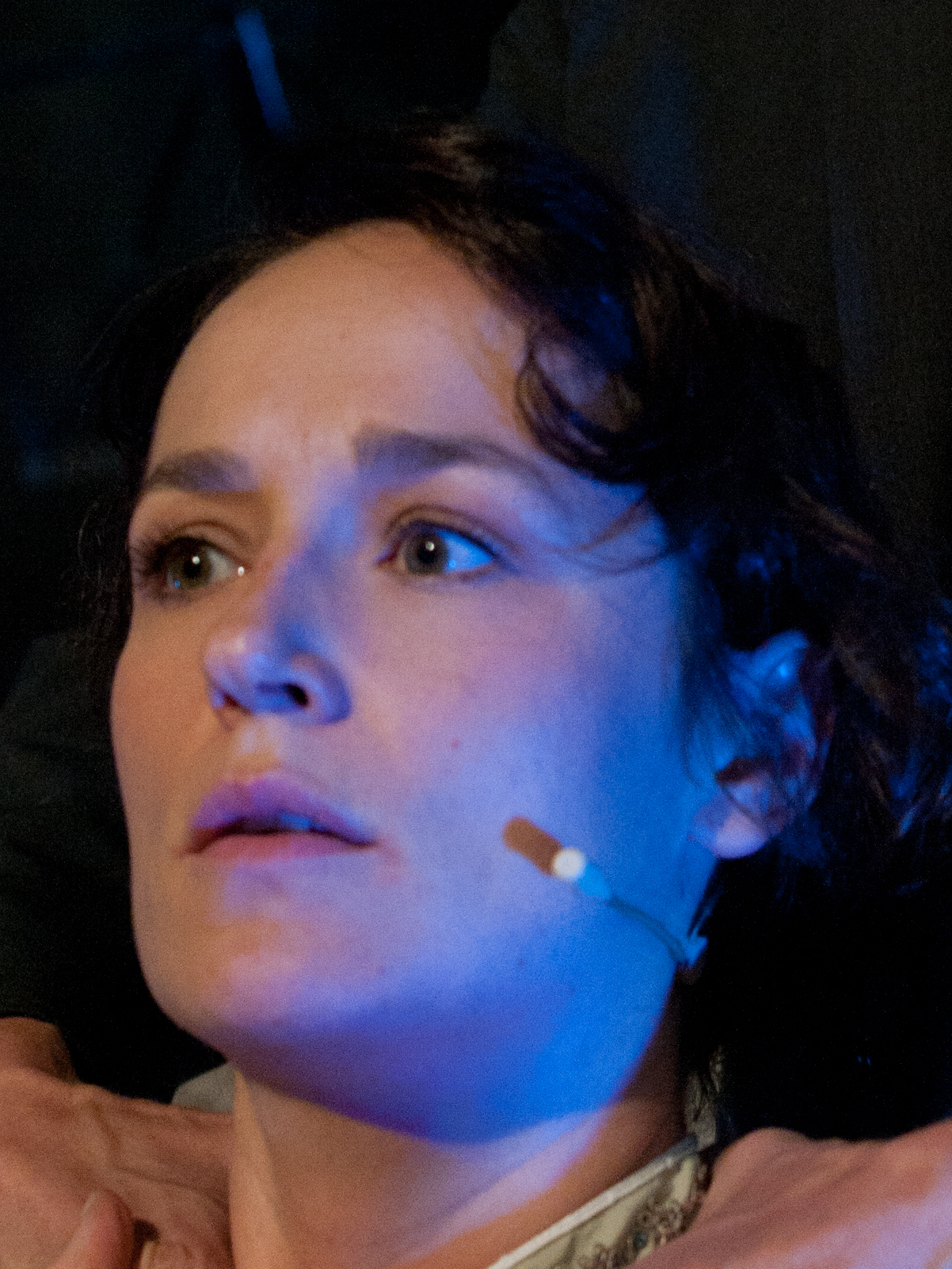
Judith Toth (* 1981)

- Tóth, Juraj (* 1975), slowakischer Astronom und Asteroidenentdecker
- Toth, Karina (* 1983), österreichische Curlerin, Skip der österreichischen Curling-Nationalmannschaft sowie Sportjournalistin und -moderatorin
- Tóth, Károly (1931–2014), ungarischer reformierter Bischof
- Toth, Kevin (* 1967), US-amerikanischer Kugelstoßer
- Tóth, Kinga (* 1983), deutsch-ungarische Schriftstellerin und Performerin
- Tóth, Krisztián (* 1994), ungarischer Judoka
- Tóth, Krisztina (* 1967), ungarische Autorin
- Tóth, Krisztina (* 1974), ungarische Tischtennisspielerin
- Tóth, László (1912–1997), ungarischer Bischof
- Tóth, László (* 2000), ungarischer Automobilrennfahrer
- Tóth, Lili (* 1986), ungarische Schachspielerin
- Tóth, Lívia (* 1980), ungarische Mittelstrecken- und Hindernisläuferin
- Toth, Marcel (* 1989), österreichischer Fußballspieler
- Tóth, Matej (* 1983), slowakischer Geher
- Tóth, Mihály (1926–1990), ungarischer Fußballspieler
- Tóth, Mikuláš (1833–1882), griechisch-katholischer Bischof von Prešov
- Tóth, Milán (* 2002), ungarischer Fußballspieler
- Tóth, Noémi (* 1976), ungarisch-italienische Wasserballspielerin
- Tóth, Orsolya (* 1981), ungarische Filmschauspielerin
- Tóth, Péter (1882–1967), ungarischer Fechter
- Tóth, Peter (1932–2015), Schweizer Elektroingenieur und Erfinder ungarischer Abstammung
- Tóth, Radek (* 1968), tschechischer Eishockeytorwart
- Tóth, Richárd (* 1995), ungarischer Eishockeyspieler
- Toth, Rudolf (1918–2009), österreich-ungarischer Briefmarkenstecher
- Tóth, Sabine (* 1961), deutsche Volleyballspielerin
- Tóth, Tamás (* 1966), ungarischer Filmregisseur, Drehbuchautor, Kameramann, Szenograf, Maler und Grafiker
- Tóth, Tamás (* 1989), ungarischer Triathlet
- Toth, Thomas (* 1986), deutscher Filmregisseur, Filmproduzent, Kameramann und Journalist
- Tóth, Tihamér (* 1971), ungarischer Jurist
- Tóth, Tomáš (* 1990), slowakischer Squashspieler
- Tóth, Vencel (* 1978), ungarischer Fußballschiedsrichterassistent
- Tóth, Viktor (* 1977), ungarischer Jazzmusiker (Altsaxophon, Komposition)
- Tóth, Vilmos (1832–1898), ungarischer Politiker, Innenminister und Präsident des Magnatenhauses
- Tóth, Zita (* 2002), ungarische Skirennläuferin
- Tóth, Zsófia (* 1989), ungarische Triathletin
- Tóth-Potya, István (1891–1945), ungarischer Fußballspieler und -trainer
- Totheroh, Roland (1890–1967), US-amerikanischer Kameramann
- Tothill, Francis David (* 1936), südafrikanischer Botschafter
- Tóthová, Ema (* 2007), slowakische Eishockeyspielerin
- Tóthová, Emma (* 2005), slowakische Tennisspielerin

### Toti
- Toti, Enrico (1882–1916), italienischer Soldat
- Toti, Gianni (1924–2007), italienischer Dichter, Künstler und Schriftsteller
- Toti, Giovanni (* 1968), italienischer Politiker
- Toti, Giovanni (* 2000), italienischer Badmintonspieler
- Totik, Vilmos (* 1954), ungarischer Mathematiker
- Totikaschwili, Amiran (* 1969), sowjetischer Judoka
- Totila, König der Ostgoten
- Totino, Salvatore (* 1964), US-amerikanischer Kameramann

### Totj
- Totju, Filip (1830–1907), bulgarischer Freiheitskämpfer

### Totk
- Totka, Naomi (* 1995), ungarische Tennisspielerin
- Tótka, Sándor (* 1994), ungarischer Kanute

### Totl
- Totland, Nils (* 1935), norwegischer Politiker
- Totleben, Eduard (1818–1884), russischer General
- Totleben, Nikolai (1874–1945), russischer General

### Totm
- Totman, Sam (* 1979), britischer Gitarrist
- Totmjanina, Tatjana Iwanowna (* 1981), russische Eiskunstläuferin

### Totn
- Totnan, iro-schottischer Wandermönch und Diakonischer Begleiter des Bischofs Kilian

### Toto
- Totò (1898–1967), italienischer SchauspielerTotò (1898–1967)

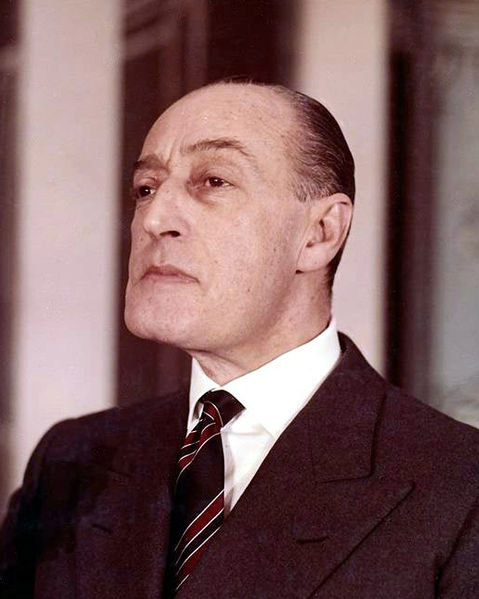
Totò (1898–1967)

- Toto (* 1961), deutscher Bühnenbildner
- Toto, Jérémy (* 1992), französischer Handballspieler
- Toto, Jonathan (* 1990), französisch-kamerunischer Fußballspieler
- Totô, Mateus (* 1995), brasilianischer Fußballspieler
- Toto, Patrick (* 1954), tansanischer Hockeyspieler
- Totok, Wilhelm (1921–2017), deutscher Bibliothekar
- Totok, William (* 1951), rumänisch-deutscher Schriftsteller und Publizist
- Totoki, Baigai (1749–1804), japanischer Maler
- Totola, Gábor (* 1973), ungarischer Degenfechter
- Totomianc, Vachan Fomič (1875–1964), russischer Hochschullehrer, Publizist und Autor zu den Genossenschaften
- Totone da Campione, longobardischer Adliger und Wohltäter
- Totoonow, Alexander Borissowitsch (* 1957), russischer Politiker
- Totori, Benjamin (* 1986), salomonischer Fußballspieler
- Totoya, Hokkei (1780–1850), japanischer Maler im Ukiyoe-Stil

### Totr
- Totrakan, Ekmel (* 1939), türkischer Vizeadmiral
- Totrow, Rustam Stanislawowitsch (* 1984), russischer Ringer

### Tots
- Totsås, Andreas (* 1981), norwegischer Leichtathlet
- Tötsch, Oswald (* 1964), italienischer Skirennläufer
- Tötschinger, Gerhard (1946–2016), österreichischer Schauspieler und Schriftsteller
- Tötschinger, Reinhard (* 1952), österreichischer Autor, Schriftsteller und Regisseur
- Totschizki, Nikita Andrejewitsch (* 1991), russischer Eishockeyspieler
- Totschnig, Brigitte (* 1954), österreichische Skirennläuferin
- Totschnig, Georg (* 1971), österreichischer RadrennfahrerGeorg Totschnig (* 1971)

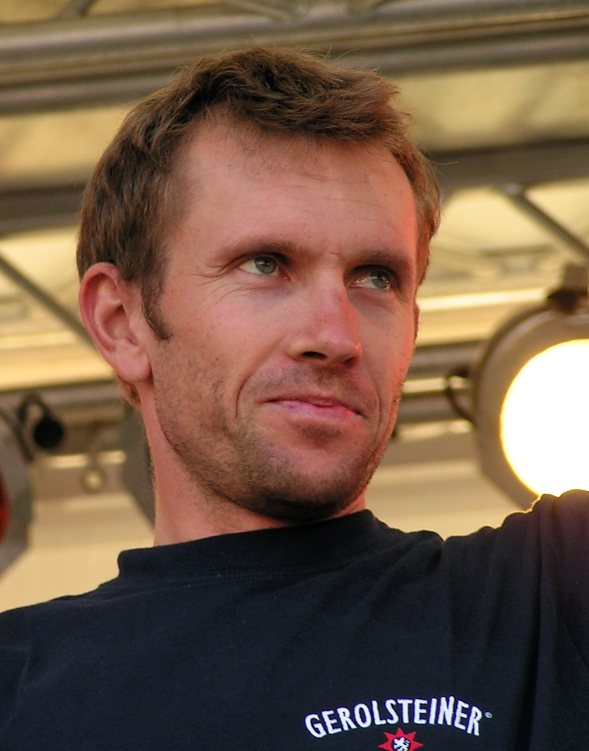
Georg Totschnig (* 1971)

- Totschnig, Harald (* 1974), österreichischer Radrennfahrer
- Totschnig, Norbert (* 1974), österreichischer Politiker (ÖVP)
- Totschnig, Pia (* 2000), österreichische Triathletin
- Totschnig, Sigrid (* 1960), österreichische Skirennläuferin
- Totschonowa, Klawdija Alexandrowna (1921–2004), sowjetische Kugelstoßerin
- Totsikas, Thanassis (* 1951), griechischer Installationskünstler
- Totsuka, Tetsuya (* 1961), japanischer Fußballspieler und -trainer
- Totsuka, Yōji (1942–2008), japanischer Physiker
- Totsuka, Yūto (* 2001), japanischer Snowboarder

### Tott
- Tott, Åke (1598–1640), schwedischer General und Politiker
- Tott, Claes (1630–1674), schwedischer Feldmarschall und Staatsmann
- Tott, Claes Åkesson († 1590), schwedischer Staatsmann
- Tott, Clara, zweite Ehefrau des Pfälzer Kurfürsten Friedrich I.
- Tott, François de (1733–1793), französischer Diplomat und Militär
- Totten, Chris (* 1998), schottischer Snookerspieler
- Totten, Joseph Gilbert (1788–1864), US-amerikanischer Offizier, Brigadegeneral der US-Army
- Tottenham, Charles, 8. Marquess of Ely (1913–2006), britischer Peer und Politiker
- Totter, Agnes (* 1974), österreichische Politikerin (ÖVP), Abgeordnete zum Nationalrat
- Totter, Audrey (1918–2013), US-amerikanische Schauspielerin
- Tötter, Heinrich (1910–1993), deutscher Journalist
- Tötter, Michael (* 1958), deutscher Kameramann
- Totter, Rolf (1922–1979), österreichischer Karikaturist, Graphiker, Illustrator und Maler
- Tottewitz, Alfred (* 1914), deutscher Maschinist und Politiker (LDPD), MdV
- Totti, Francesco (* 1976), italienischer FußballspielerFrancesco Totti (* 1976)

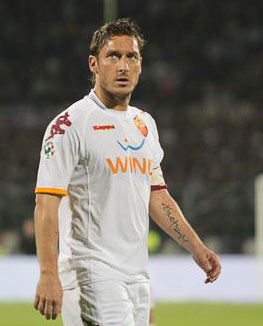
Francesco Totti (* 1976)

- Totti, Giuseppa Caterina († 1824), Schweizer Äbtissin der Benediktinerinnen
- Tottleben, Curt Heinrich von (1661–1724), sachsen-weißenfelsischer Hausmarschall und Kammerrat
- Tottleben, Gottlob Curt Heinrich von (1715–1773), sächsischer Abenteurer, russischer General
- Tottola, Andrea Leone († 1831), italienischer Librettist

### Totu
- Totu, Ioan (1931–1992), rumänischer Politiker (PCR)

### Totz
- Totz, Michael (1947–1990), österreichischer Schauspieler
- Totzauer, Lisa (* 1970), österreichische Fernsehjournalistin
- Totzek, Dirk (* 1979), deutscher Wirtschaftswissenschaftler und Professor für Marketing
- Totzek, Emil (1898–1983), deutscher Tierarzt, Hochschullehrer und Schlachthofexperte
- Totzke, Ilse (1913–1987), deutsche Musikerin und Gerechte unter den Völkern
- Totzke, Irenäus Wolfgang (1932–2013), Musik- und Liturgiewissenschaftler, Komponist, Theologe, Mönch und Archimandrit der Benediktinerabtei Niederaltaich
- Totzke-Israel, Renate (* 1932), deutsche Grafikerin und Buchillustratorin
- Totzler, Klaus (* 1952), österreichischer Musikjournalist, DJ und Fotograf